# Schweizer Badmintonmeisterschaft 2010
Die Schweizer Badmintonmeisterschaft 2010 fand vom 4. bis zum 7. Februar 2010 in Zürich statt.

## Medaillengewinner
| Disziplin    | Gold                                  | Silber                        | Bronze                              |
| ------------ | ------------------------------------- | ----------------------------- | ----------------------------------- |
| Herreneinzel | Olivier Andrey                        | Christian Bösiger             | Oliver Colin                        |
| Herreneinzel | Olivier Andrey                        | Christian Bösiger             | Christoph Heiniger                  |
| Dameneinzel  | Jeanine Cicognini                     | Sabrina Jaquet                | Tenzin Pelling                      |
| Dameneinzel  | Jeanine Cicognini                     | Sabrina Jaquet                | Nicole Schaller                     |
| Herrendoppel | Christian Bösiger Anthony Dumartheray | Olivier Andrey Florian Schmid | Pascal Bircher Thomas Wapp          |
| Herrendoppel | Christian Bösiger Anthony Dumartheray | Olivier Andrey Florian Schmid | Oliver Colin Loïc Lanzarini         |
| Damendoppel  | Sabrina Jaquet Corinne Jörg           | Cendrine Hantz Farha Razi     | Sabrina Angehrn Ennia Biedermann    |
| Damendoppel  | Sabrina Jaquet Corinne Jörg           | Cendrine Hantz Farha Razi     | Ornella Dumartheray Flurina Spühler |
| Mixed        | Anthony Dumartheray Sabrina Jaquet    | Philipp Peter Farha Razi      | Oliver Colin Ornella Dumartheray    |
| Mixed        | Anthony Dumartheray Sabrina Jaquet    | Philipp Peter Farha Razi      | Shane Razi Tenzin Pelling           |